# 北白川派
北白川派（きたしらかわは）とは、京都芸術大学(旧京都造形芸術大学)と映画学科が一丸となり、プロと学生が協働で一年をかけ一本の映画を製作し、劇場公開を目指すプロジェクトである。

## 概要
2009年の立ち上げ以降、『嵐電』『のさりの島』など、地域にスポットを当てた作品などを計8作品を手掛けている。
実際に劇場公開される作品に学生が関わるのが北白川派の特徴であり、俳優ではベルリン国際映画祭最優秀女優賞（銀熊賞）を受賞した黒木華や、NHK連続テレビ小説に出演した大西礼芳、土村芳らを輩出。製作陣では『はらはらなのか。』（2017年）監督の酒井麻衣らが北白川派を経験した。
京都芸術大学の支援をもとに、従来の課題・研究制作の域を超え、商業上映を目的として、企画、資金調達、制作（撮影編集）、配給・宣伝に至るまでの全工程を学生とプロが協働で行う。
第五弾の福岡芳穂監督 『正しく生きる』(2015年)以降製作は一時中断していたが、第六弾の鈴木卓爾監督『嵐電』(2018年)をもって再開された。

## 製作作品
- 第一弾 - 木村威夫監督『黄金花 秘すれば花、死すれば蝶』(2008年公開 出演：原田芳雄・松坂慶子）
- 第二弾 - 高橋伴明監督『MADE IN JAPAN こらッ!』(2011年公開 出演：松田美由紀・大西礼芳)
- 第三弾 - 山本起也監督『カミハテ商店』(2012年公開 出演：高橋惠子・寺島進)
- 第四弾 - 林海象監督『彌勒 MIROKU』(2013年公開 出演：永瀬正敏・土村芳)
- 第五弾 - 福岡芳穂監督『正しく生きる』（2015年春公開　出演：岸部一徳・水本佳奈子 ）
- 第六弾 - 鈴木卓爾監督『嵐電』（2019年春公開　出演：井浦新・大西礼芳）
- 第七弾 - 山本起也監督『のさりの島』（2020年公開　出演： 藤原季節 ・ 杉原亜実）
- 第八弾 - 福岡芳穂監督『CHAIN/チェイン』（2021年公開　出演：上川周作・塩顕治 ）